# ArtFutura

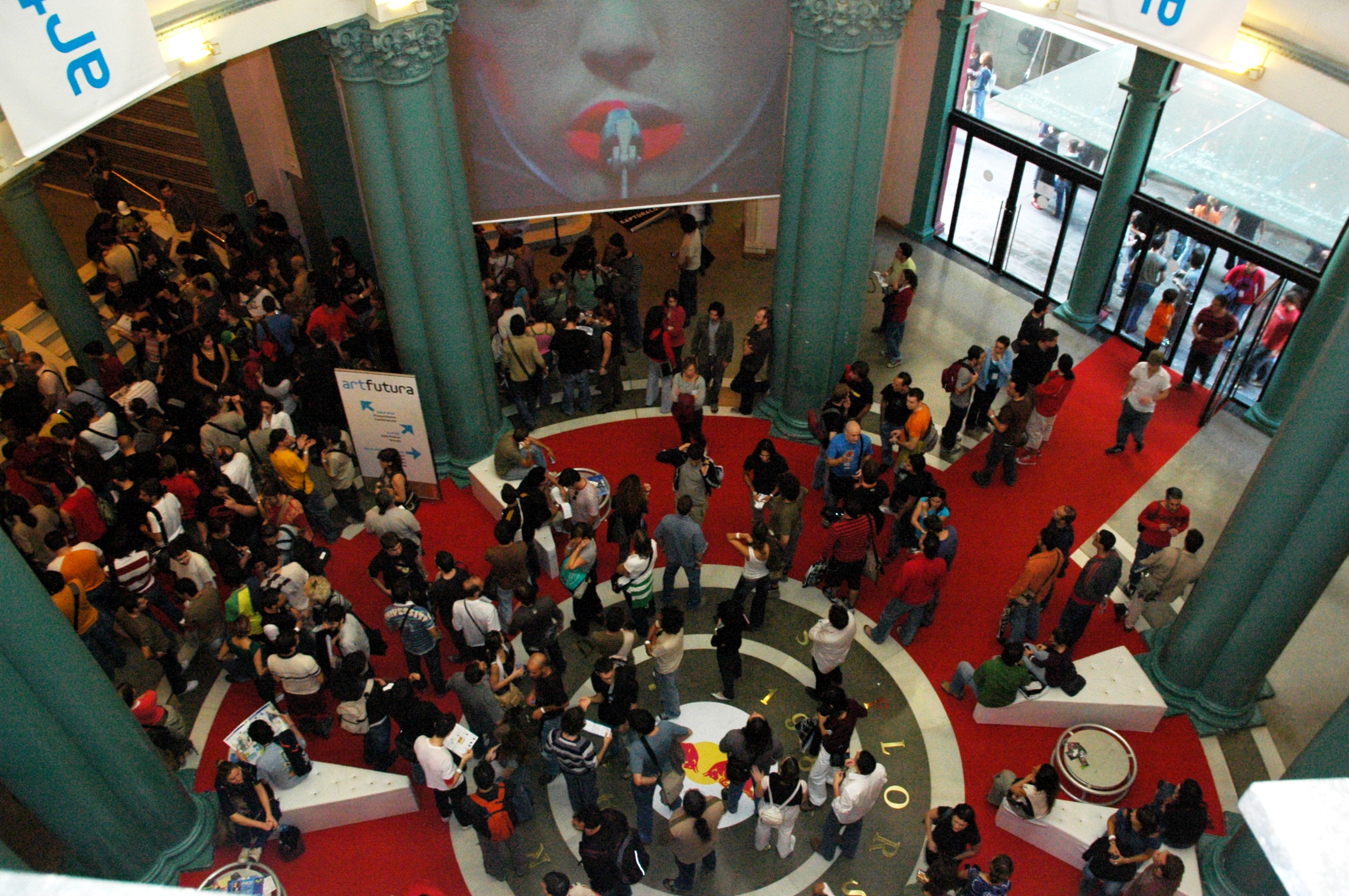
ArtFutura.

ArtFutura es un festival de cultura digital y creatividad digital que se celebra anualmente en Barcelona, Buenos Aires y una veintena de ciudades más. Surgió de la confluencia de intereses de varios pioneros de la cibercultura crítica de los años 90, entre ellos, Rebecca Allen, William Gibson y Montxo Algora, que en la actualidad continúa dirigiendo el festival.
A lo largo de más de 26 años de existencia, ArtFutura ha introducido en España los últimos avances en arte y diseño digital, animación por ordenador, videojuegos y los efectos especiales, y ha invitado a un gran número de pensadores de diferentes disciplinas a reflexionar sobre las implicaciones sociales de las nuevas tecnologías.
Entre los invitados que han pasado por el festival figuran nombres como Rebecca Allen, Bruce Sterling, Laurie Anderson, Derrick de Kerckhove, David Byrne, Howard Rheingold, Yoichiro Kawaguchi, Moebius, Kevin Kelly, Sherry Turkle, Toshio Iwai o Chris Cunningham.
Cada edición de ArtFutura está dedicada a un tema central e incluye diversas actividades: conferencias, talleres, exposiciones, espectáculos en directo y un programa audiovisual que recoge las últimas novedades en animación digital, una serie de retrospectivas especiales y los trabajos que optan a los diferentes premios ArtFutura.

## Temas de las Ediciones de ArtFutura
- 1990 Realidad Virtual
- 1991 Cibermedia
- 1992 Mente Global
- 1993 Vida Artificial
- 1994 Cibercultura
- 1995 Comunidades Virtuales
- 1996 Robots y Knowbots
- 1997 El Futuro del Futuro
- 1998 La Segunda Piel
- 1999 Ocio Digital
- 2000 Internet como Cyborg
- 2001 Arte Colectivo
- 2002 Pintura Estirada # 1. La Red como Lienzo
- 2003 Pintura Estirada # 2. La Palabra Pintada
- 2004 Realidad Aumentada

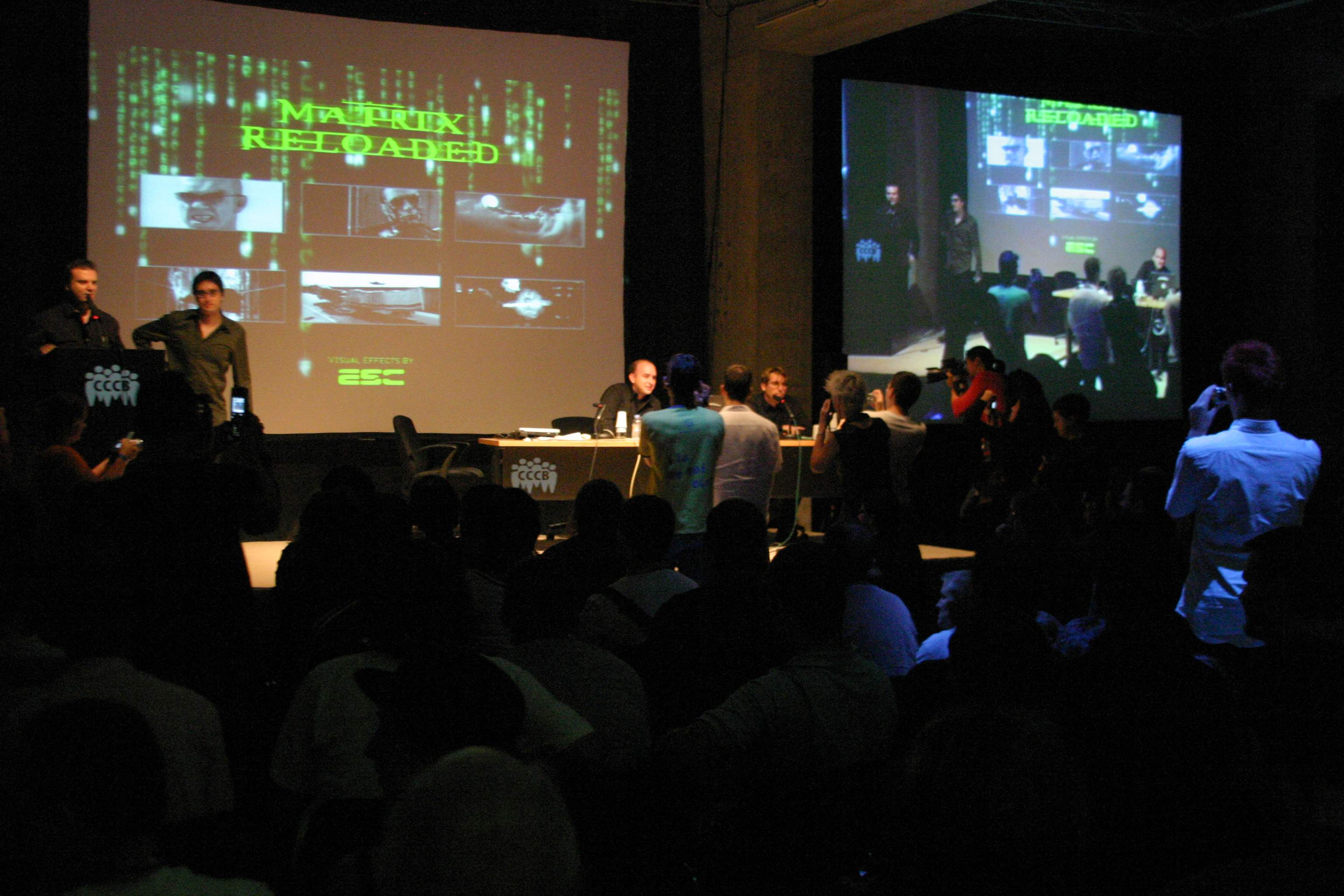
Edición del 2003.

- 2005 Objetos Vivos. Espacios Sensibles
- 2006 Estética de Datos
- 2007 La Próxima Red
- 2008 MáquinasyAlmas
- 2009 We Live in Public
- 2010 De la Realidad Virtual a las Redes Sociales
- 2011 Repasando el Futuro
- 2012 Nuestra Cultura es Digital
- 2013 Feeding the Web
- 2014 The Digital Promise
- 2015 Inteligencia Colectiva
- 2016 De la Realidad Virtual al Internet 3D
- 2017 / 2018 Criaturas Digitales
- 2018 / 2019 Tecnología Humanizada
- 2022 / 2023 Procesando el Futuro
- 2024 / 2025 El Futuro se adelanta

## Sede principal y Circuito Futura

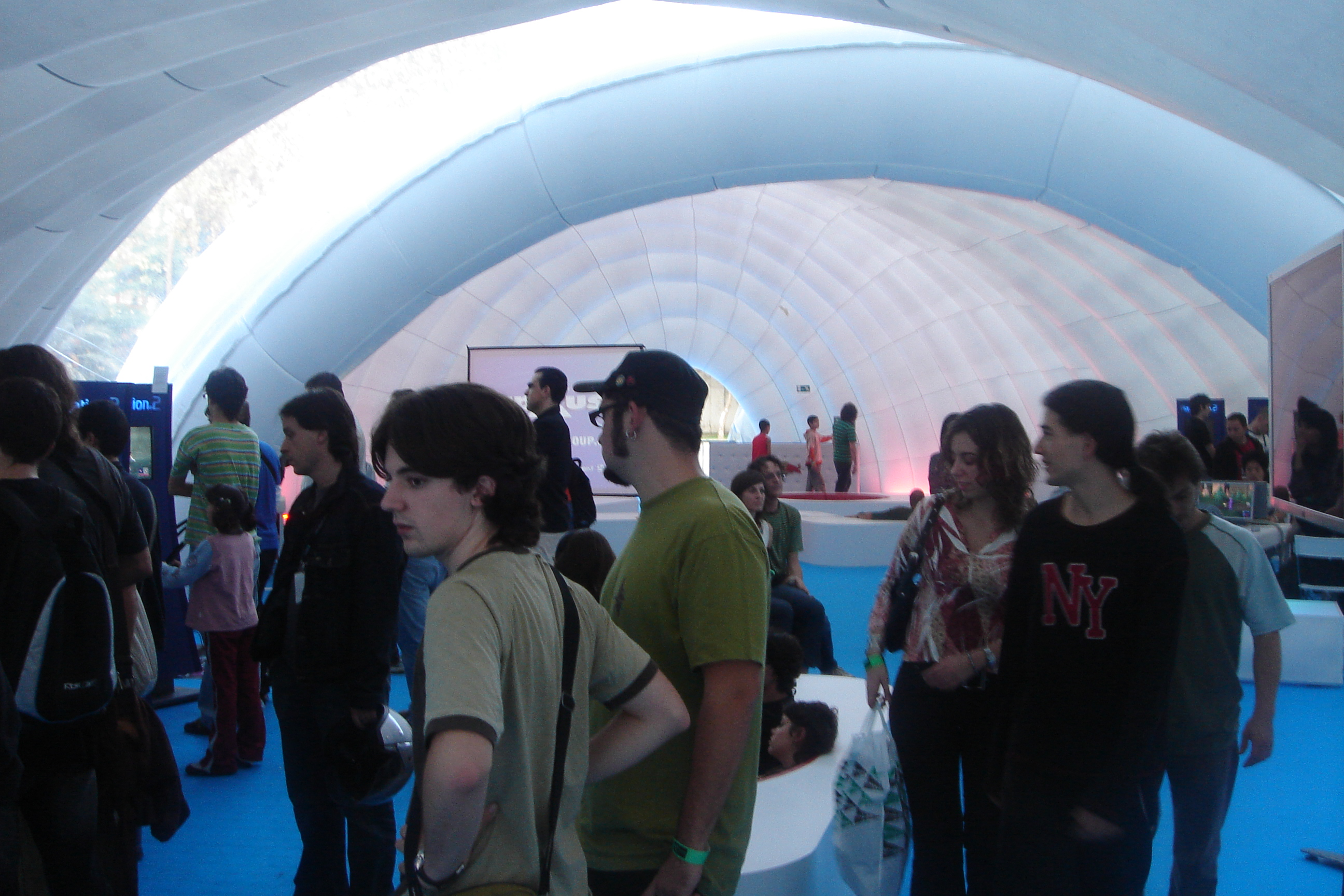

El festival que comenzó en Barcelona, posteriormente se trasladó a Madrid y luego a Sevilla, Actualmente se presenta en más de 20 ciudades incluyendo: Buenos Aires, Bogotá, Granada, Lisboa, Londres, Madrid, México DF, Montevideo, Palma de Mallorca, Paris, Río de Janeiro, Sao Paulo, Santiago de Chile, Turín, Tenerife, Vitoria y Zaragoza.

## GaleríaFutura
GaleríaFutura es el área de ArtFutura destinada a las exposiciones de Arte Digital. Uno de sus proyectos más importantes fue la muestra Máquinas y Almas presentada en el Museo Nacional Centro de Arte Reina Sofía de Madrid y comisariada por Montxo Algora y José Luis de Vicente. La exposición mostró obras esenciales de la última década, junto a obras realizadas exclusivamente para la muestra. 
Máquinas y Almas incluyó las esculturas de luz de Paul Friedlander, los ferrofluidos de Sachiko Kodama y las “bestias de la playa” de Theo Jansen, junto a obras de John Maeda, Daniel Rozin, Chico McMurtrie, Rafael Lozano-Hemmer, Daniel Canogar, Evru, David Byrne y David Hanson, Vuk Ćosić, Pierre Huyghe, Harun Farocki, Muntadas, Ben Rubin y Mark Hansen, Antoni Abad y Natalie Jeremijenko. Siendo una de las exposiciones de arte digital más visitadas en el campo del arte digital con más de 450.000 espectadores.
Otra exposición reciente ha sido Criaturas Digitales presentada en el año 2017 en Roma.

## Catálogo
Con motivo de cada edición del festival, ArtFutura edita un catálogo impreso que incluye diversos ensayos sobre arte y cultura digital. Algunos de los cuales se pueden visionar y descargar en la propia web de ArtFutura